# Minuartia marcescens
Minuartia marcescens är en nejlikväxtart som först beskrevs av Merritt Lyndon Fernald, och fick sitt nu gällande namn av Homer Doliver House. Minuartia marcescens ingår i släktet nörlar, och familjen nejlikväxter. Inga underarter finns listade i Catalogue of Life.